# Sionom Hudon Timur I
Sionom Hudon Timur I is een bestuurslaag in het regentschap Humbang Hasundutan van de provincie Noord-Sumatra, Indonesië. Sionom Hudon Timur I telt 976 inwoners (volkstelling 2010).